# Psyence
Psyence è il secondo album pubblicato da Hide il 2 settembre 1996.

## Tracce
1. "Psyence"
2. "Erase"
3. "Genkai Haretsu" (限界破裂?)
4. "Damage"
5. "Lemoned I Scream (Choco-Chip Version)"
6. "Hi-Ho"
7. "Flame"
8. "Beauty & Stupid"
9. "Oedo Cowboys"
10. "Bacteria"
11. "Good Bye"
12. "Cafe le Psyence"
13. "Lassie (Demo Master Version)"
14. "Pose"
15. "Misery (Remix Version)"
16. "Atomic M.O.M"